# Cyril Hegnauer

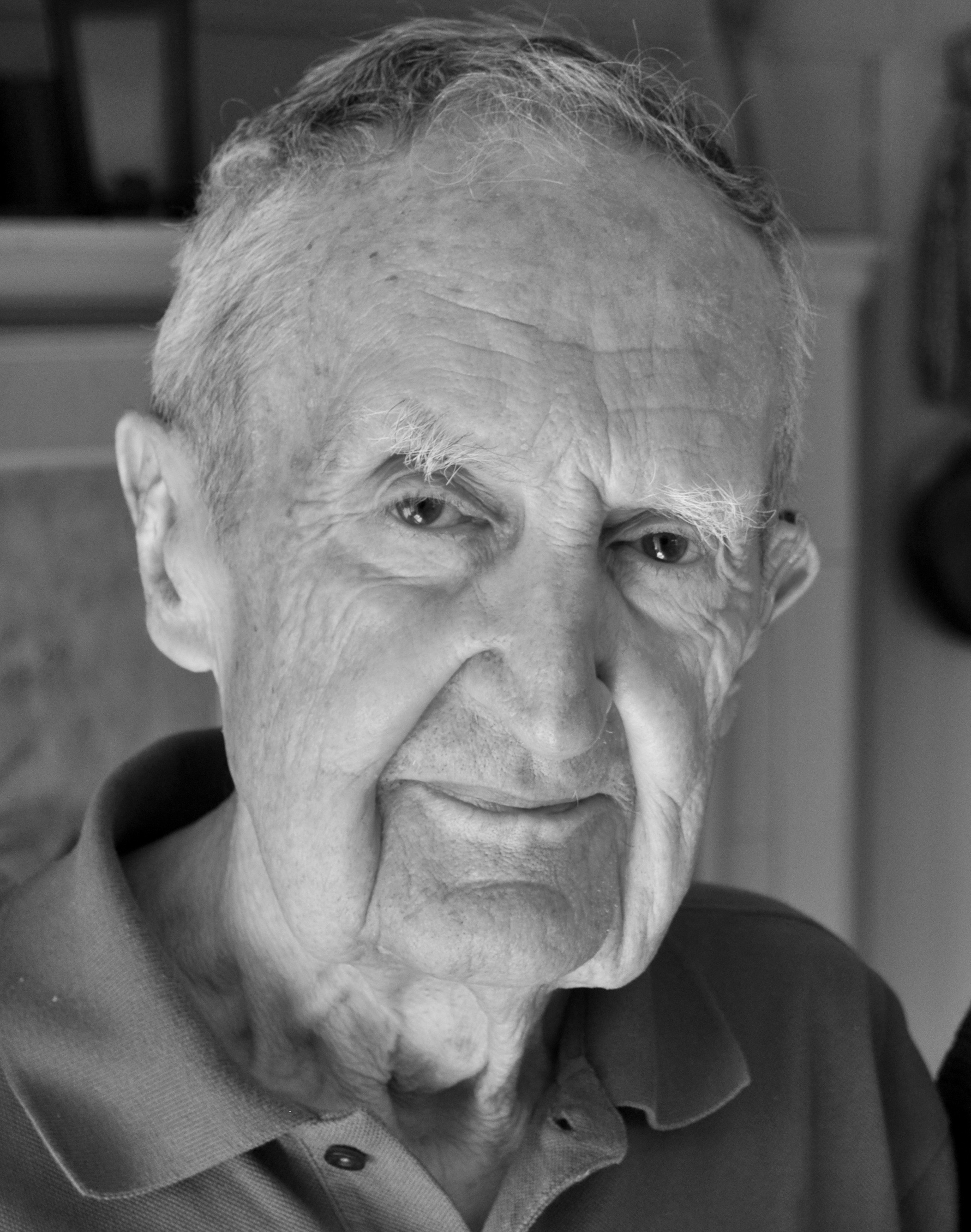
Cyril Hegnauer (2011)

Cyril Hegnauer (* 29. Januar 1921 in London; † 26. September 2016 in Wädenswil) war ein Schweizer Rechtswissenschaftler und Professor für Zivilrecht.

## Leben
Cyril Hegnauer wurde als mittleres von drei Kindern 1921 in der Nachkriegszeit in London als Sohn eines Schweizers und einer Engländerin geboren. Die Familie liess sich 1922 in Zürich nieder. An der Universität Zürich studierte Hegnauer ab 1939 Rechtswissenschaften. 1946 promovierte er zum Doktor in Rechtswissenschaften bei Zaccaria Giacometti mit einer Arbeit mit dem Titel „Das Sprachrecht in der Schweiz“. Hegnauer war danach Auditor am Bezirksgericht Uster, ehe er ab 1948 als Obergerichtssekretär am Handelsgericht Zürich und später in der Zivilkammer III  als Oberrichter sechs Jahre lang tätig war. Im selben Jahr heiratete er Magdalena Schwarz. Aus dieser Ehe gingen drei Kinder hervor.

## Berufliche Tätigkeit
Hegnauer schlug nach dem absolvierten Studium der Rechtswissenschaften eine Gerichtslaufbahn ein. Er schrieb im Berner Kommentar zum Familienrecht das Kapitel „Die Verwandtschaft“. 1969 wurde er in die Eidgenössische Expertenkommission für die Revision des Familienrechts berufen. 1970 schrieb er seine Habilitationsschrift an der Universität Zürich und wurde 1973 zum Ordinarius für Zivilrecht ernannt. 1986 wurde er emeritiert.

## Wirken
Hegnauer hatte Anteil an der weitläufigen Neugestaltung des Kindesrechts in den 1970er Jahren und des Eherechts in den achtziger Jahren. Er wirkte bei der Revision des Familienrechts massgeblich mit und galt als einer der ausgewiesensten Experten des Schweizer Namensrechts.

## Werke
Hegnauer veröffentlichte im Verlaufe seiner Karriere eine Vielzahl von Büchern, Fachartikel, Kommentare und Festschriften.